# 三角形に関する項目の一覧
三角形に関する項目の一覧。幾何学者が研究する抽象的なもの、パスカルの三角形や三角行列のような三角形の配列に関するもの、物理的な空間など、三角形の幾何学的な"形"に関連するものを含む。三角関係のような幾何学的な形に関係がない、比喩的なものは載せていない。

## 幾何学
Category:三角形、Category:三角形に関する定理も参照。
- 斜三角形（英語版）
- 鋭角三角形
- 頂垂線
- 二等分線
- 角の二等分線定理
- アポロニウス点
- アポロニウスの定理
- 自動中線三角形（英語版）
- バローの不等式
- 重心座標系（英語版）
- ベルヌーイの四等分問題（英語版）
- ブロカール円
- ブロカール点
- ブロカール三角形
- カルノーの定理 (円錐曲線)
- カルノーの定理 (幾何学)
- カルノーの定理 (垂線)
- 重心
- チェバの定理
- チェバ線
- 円弧三角形
- 接円錐曲線
- 外接円
- クロウソン点
- 中分線（英語版）
- 図形の合同
- 合同二等辺化線点
- 接触三角形
- コンウェイの記法
- 補点
- CPCTC
- ドロネー図
- ド・ロンシャン点
- デザルグの定理
- ドロー＝ファルニー線
- Equal incircles theorem (Equal incircles theorem)
- 合同辺平行線点
- 等分割（英語版）
- 正三角形
- オイラー線
- オイラーの定理
- エルデシュ・モーデルの不等式
- エクセター点
- 外角定理
- Extouch triangle (Extouch triangle)
- ファニャノの問題
- フェルマー点
- フェルマーの直角三角形定理（英語版）
- フォイエルバッハ点
- フォイエルバッハの定理
- 五心
- フォントネーの定理
- フールマン円
- フールマン三角形
- 幾何平均定理（英語版）
- GEOS円（英語版）
- ジェルゴンヌ点
- グリフィスの定理
- 黄金三角形
- ゴッサード配景中心
- ハドヴィッガー・フィンスラー不等式
- ハイルブロン三角形問題（英語版）
- Heptagonal triangle (Heptagonal triangle)
- ヘロンの三角形
- ヘロンの公式
- ホフスタッター点
- 双曲三角形（英語版）
- 斜辺
- 三角形の内接円と傍接円
- 内接楕円（英語版）
- 整数三角形（英語版）
- 等力点
- 等角共役
- 第一ソディ点（英語版）
- 二等辺三角形
- 直角二等辺三角形
- 等長共役
- ヤコビ点
- 日本の定理
- ジェラベク双曲線
- ジョンソン円
- 剣持点
- キーペルト円錐曲線
- キーペルト双曲線
- ケプラー三角形
- 藤村の三角形問題
- コスニタの定理
- 隣辺
- ルモワーヌの問題
- ルモワーヌ六角形
- レスターの定理
- 三角形に関する不等式の一覧
- マルファッティの円
- マーデンの定理（英語版）
- マンダール楕円（英語版）
- マクスウェルの定理
- マッケイ三次曲線
- 中点三角形
- 中点
- メネラウスの定理
- ミケルの定理
- ミッテンプンクト
- 近世三角形幾何学
- モンスキーの定理（英語版）
- モーリー三角形の中心（英語版）
- モーリーの定理
- マッセルマンの定理
- ナーゲル点
- ナポレオンの定理
- ノイベルグ三次曲線
- 九点円
- 九点円錐曲線
- 九点双曲線（英語版）
- 面積1/7三角形（英語版）
- 鈍角三角形
- オノの不等式
- 垂心
- 垂心系（英語版）
- 垂重円
- 対垂三角形
- 直極点
- Orthotransversal (Orthotransversal)
- パップスの面積定理
- パリー点
- 垂足三角形
- 垂足円
- 曲線
- ポンペイウの定理
- 二等辺三角形定理（英語版）
- プラソロフ点
- 擬似直角三角形（フランス語版）
- ピタゴラスの定理
  - ピタゴラスの定理の逆（英語版）
- ルーローの三角形
- レギオモンタヌスの問題
- テルケムの定理
- 鋭角三角形
- ラウスの定理
- リュカ三次曲線
- 不等辺三角形
- シュヴァルツ三角形（英語版）
- シフラー点
- シェルピンスキーのギャスケット
- 図形の相似
- シムソン線
- 特殊な鋭角三角形（英語版）
- シュピーカー点
- シュピーカー円
- テオドロスの螺旋
- 正弦三倍角円
- ソディ円
- 中界線（英語版）
- シュタイナー楕円
- シュタイナーの内接楕円
- シュタイナー・レームスの定理
- スチュワートの定理
- シュタイナー点
- 類似中線
- シルヴェスターの三角形問題（英語版）
- 外接三角形
- タリ―点
- 六点円
- 三角グラフ
- タレスの定理
- 17点3次曲線
- 三角形の中心
- 三角形の円錐曲線
- 三角群（英語版）
- 三角不等式
- 双三角錐
- 三角柱
- 三角錐
- 三角タイリング（英語版）
- 三角測量
- 三線座標系（英語版）
- 三線極線
- 三極座標
- Trisected perimeter point (Trisected perimeter point)
- ヴァン・ラモン円
- ヴィヴィアーニの定理
- イフ合同心

### 三角法
- 三角関数の微分（英語版）
- 三角法の歴史（英語版）
- 逆三角関数
- レクセルの定理
- 余弦定理
- 余接定理
- 正弦定理
- 正接定理
- 逆三角関数の原始関数の一覧
- 三角関数の原始関数の一覧
- 三角関数の公式の一覧
- モルワイデの公式（英語版）
- 有理三角形（英語版）
- 三角形の決定
- 球面三角法
- 三角関数
- 三角法の置換（英語版）
- 三角関数表（英語版）
- 三角法
- 三角法の用途（英語版）

### 応用数学
- デ・フィネッティ図（英語版）
- 三角メッシュ（英語版）
- 非鈍角メッシュ（英語版）

### 情報源
- Encyclopedia of Triangle Centers
- Catalogue of Triangle Cubics
- Pythagorean Triangles（英語版）
- The Secrets of Triangles（英語版）

## 代数学
- 三角行列
- (2,3,7) 三角群（英語版）

## 数論

### 三角形の配置
- ベル三角形（英語版）
- ブストロフェドン変換（英語版）
- カタランの三角形（英語版）
- オイラー数（英語版）
- フロイドの三角形
- 細矢の三角形（英語版）
- ライプニッツの調和三角形
- Lozanić's triangle (Lozanić's triangle)
- ナラヤナ数（英語版）
- パスカルの三角形
- Rencontres numbers (Rencontres numbers)
- ロンバーグ積分
- スターリング数
- 三角数
- 三角錐数
- ベル多項式

### 三角形幾何学と整数
- ヘロンの三角形
- 整数三角形（英語版）
- ピタゴラス数
- アイゼンシュタイン数（英語版）

## 地理
- バミューダトライアングル
- 歴史的三角形（英語版）
- リチウム三角形（英語版）
- パーラメンタリー・トライアングル（英語版）
- リサーチ・トライアングル
- スンニー・トライアングル
- 三角貿易
- テキサス・トライアングル
- ルバーブ・トライアングル（英語版）

## 解剖学
- 顎下三角
- 三角絞め
- 肩固め
- オトガイ下三角（英語版）
- 頸動脈三角
- 鎖胸三角（英語版）
- Inguinal triangle (Inguinal triangle)
- コッドマンの三角
- 聴診三角

## アーティファクト
- Black triangle (Black triangle)
- トライアングル
- 三角プリズム（英語版）
- ヘス三角形（英語版）
- トリケトラ（英語版）

## シンボル
- プロビデンスの目
- Valknut (Valknut)
- 三位一体の盾（英語版）

## 天文
- 春の大三角形
- 夏の大三角形
- 冬の大三角形
- さんかく座
- みなみのさんかく座

この一覧は未完成です。加筆、訂正して下さる協力者を求めています。